# Hemeroblemma posterior
Hemeroblemma posterior là một loài bướm đêm trong họ Erebidae.